# Tomás Blesa
Tomás Ismael Blesa Noé (Ariño, Teruel, España, 21 de febrero de 1962), deportivamente conocido como Blesa, es un exfutbolista español que se desempeñaba como defensa.

## Clubes
| Club                         | País   | Año         |
| ---------------------------- | ------ | ----------- |
| Deportivo Aragón             | España | 1981 - 1987 |
| Real Zaragoza                | España | 1983 - 1987 |
| R. C. Deportivo de La Coruña | España | 1987 - 1988 |
| Real Zaragoza                | España | 1988 - 1989 |
| Levante U. D.                | España | 1989 - 1991 |
| C. D. Binéfar                | España | 1991 - 1992 |